# Ekologia tropikalna
Ekologia tropikalna – dział ekologii zajmujący się powiązaniami pomiędzy światem roślin, zwierząt i podłożem w środowiskach strefy tropikalnej, tj. obszaru położonego pomiędzy zwrotnikiem Raka i zwrotnikiem Koziorożca.
Dzień i noc w tej strefie trwa w przybliżeniu 12 godzin. Typowe są liczne dni słoneczne oraz na ogół wysokie temperatury. Przynajmniej raz w roku słońce świeci tam pod kątem prostym. Badania z zakresu ekologii tropikalnej zajmują ważne miejsce w ekologii w ogóle, a to ze względu na największą bioróżnorodność w tropikach, dużą liczbę interakcji międzygatunkowych oraz wysoki sposób wyspecjalizowania i przystosowania gatunków. 
W Europie Wschodniej teoretyczne i praktyczne zajęcia (we współpracy z Instituto Venezolano de Investigaciones Cientificas w Caracs) z ekologii tropikalnej odbywają się od 2007 roku na Uniwersytecie Jagiellońskim. Badania krakowskiego zespołu koncentrują się na poznawaniu fauny andyjskich motyli. Pracownicy i studenci UJ odbyli dotąd ponad 20 wypraw, głównie do Wenezueli (w tym 2 wyjazdy studentów w 2007 i 2008 r.), Kolumbii (w tym 1 wyjazd studencki w Kordylierę Wschodnią w 2008 r.), Ekwadoru, Peru i Boliwii. Ponadto polskie badania tropikalne prowadzone są przez Katedrę Taksonomii Roślin i Ochrony Przyrody Uniwersytetu Gdańskiego. 
Najbardziej znanymi czasopismami w ekologii tropikalnej są Biotropica, Journal of Tropical Ecology oraz Ecotropica.

## Literatura
- Forsyth A., Miyata K. (1984) Tropical nature: life and death in the rain forests of  Central and South America. Touchstone Books.
- Goodland, R.J. (1975) The tropical origin of ecology: Eugen Warming’s jubilee. Oikos 26, 240-245.